# Liste der Kulturdenkmäler in Darmstadt/Darmstadt Süd
Die folgende Liste enthält die in der Denkmaltopographie ausgewiesenen Kulturdenkmäler auf dem Gebiet  der  Stadt Darmstadt, Hessen.
Hinweis: Die Reihenfolge der Denkmäler in dieser Liste orientiert sich zunächst an Stadtteilen und anschließend der Anschrift, alternativ ist sie auch nach der Bezeichnung, der vom Landesamt für Denkmalpflege vergebenen Nummer oder der Bauzeit sortierbar.
Kulturdenkmäler werden fortlaufend im Denkmalverzeichnis des Landes Hessen durch das Landesamt für Denkmalpflege Hessen auf Basis des Hessischen Denkmalschutzgesetzes (HDSchG) geführt. Die Schutzwürdigkeit eines Kulturdenkmals hängt nicht von der Eintragung in das Denkmalverzeichnis des Landes Hessen oder der Veröffentlichung in der Denkmaltopographie ab.

Diese Teilliste umfasst die Kulturdenkmäler im Stadtbereich Darmstadt Süd.

## Kulturdenkmäler nach Stadtbereichen

### Darmstadt Süd

#### Bessungen
| Bild                                                                                                  | Bezeichnung                                                   | Lage | Beschreibung | Bauzeit                 | Objekt-Nr. |
| --- | ------------------------------------------------------------- | --- | --- | ----------------------- | ---------- |
| Stützmauer der Herderschule                                                                           | Stützmauer der Herderschule                                   | Am Kapellberg 1 LageFlur: 5, Flurstück: 1035/1 | | 1906                    | 9112 DDB   |
| Bessunger Friedhof, Grabmal Mauer 33                                                                  | Bessunger Friedhof, Grabmal Mauer 33                          | Bessunger Friedhof LageFlur: 6, Flurstück: 1039/2 | Grabmal für Arnold Mendelssohn, Sandsteinplastik Kind mit Krug von Robert Cauer |                         | 9152 DDB   |
| Verpflanzturm Orangerie                                                                               | Verpflanzturm Orangerie                                       | Bessunger Straße 44 LageFlur: 6, Flurstück: 16/5 | |                         | 926127 DDB |
| Rathausportal                                                                                         | Rathausportal                                                 | Bessunger Straße 48 LageFlur: 6, Flurstück: 49/9 | Das Rathaus wurde 1928 abgebrochen, das Portal in den Nachfolgerbau von 1928–1929 integriert | 1765                    | 9116 DDB   |
| Wohnanlage                                                                                            | Wohnanlage                                                    | Bessunger Straße 48, 54, 60, Ludwigshöhstraße 2, 4 LageFlur: 6, Flurstück: 49/3, 49/8, 49/9 | Viergeschossiges Eckgebäude des sozialen Wohnungsbaus | 1928–1929               | 9115 DDB   |
| Gesamtanlage Petruskirche                                                                             | Gesamtanlage Petruskirche                                     | Bessunger Straße 61, Am Kapellberg 2 LageFlur: 5, Flurstück: | |                         | 9117 DDB   |
| weitere Bilder                                                                                        | Petruskirche                                                  | Bessunger Straße 61 LageFlur: 5, Flurstück: 1043/3 | 1002 erstmals erwähnt, Mutterkirche von Darmstadt, 1574–76 Teilabriss und Neubau, Anbau des nördlichen und südlichen Querschiffs, Umbau 1908–1909, Renovierung und Umbau 1965 |                         | 9118 DDB   |
| Wohn- und Geschäftshaus                                                                               | Wohn- und Geschäftshaus                                       | Bessunger Straße 66 LageFlur: 6, Flurstück: 56/1 | Dreigeschossiger Massivbau in Ecklage, neugotisch | 1901–1902               | 9119 DDB   |
| Wohn- und Geschäftshaus                                                                               | Wohn- und Geschäftshaus                                       | Bessunger Straße 68 LageFlur: 6, Flurstück: 59/3 | Dreigeschossiger Massivbau in Ecklage, gotisierende Sandsteingliederung, nachempfundenes spätbarockes Schmuckfachwerk | 1901                    | 9120 DDB   |
| Wohnhaus                                                                                              | Wohnhaus                                                      | Bessunger Straße 72 LageFlur: 6, Flurstück: 64/3 | Zweigeschossiger Fachwerkbau | 1719                    | 9121 DDB   |
| weitere Bilder                                                                                        | Wohnhaus                                                      | Bessunger Straße 74 LageFlur: 6, Flurstück: 136/2 | Dreigeschossiger als Mietshaus errichteter Putzbau | 1905                    | 9122 DDB   |
| Gesamtanlage Heidelberger Straße/Bessunger Straße Erweiterung                                         | Gesamtanlage Heidelberger Straße/Bessunger Straße Erweiterung | Bessunger Straße 75–81 (ungrd.), 82, 83, 85, 87, 89–92, 93, 96–114, 115, 116, 118, Forstmeisterstraße 2, 4, Heidelberger Straße 64–74 (grd.), 80, 82–96, 96A, 98, 100–107, 111–125 (ungrd.), Im Wingert 1, Sandbergstraße 45–49, 52, 53, 54–64 (grd.) Lage | Häusergruppe des späten Historismus | um 1900                 | 926123 DDB |
| Wohnhaus                                                                                              | Wohnhaus                                                      | Bessunger Straße 75 LageFlur: 5, Flurstück: 1024/1 | Eineinhalbgeschossiger Fachwerkbau | 18. Jh.                 | 9123 DDB   |
| Wohnhaus                                                                                              | Wohnhaus                                                      | Bessunger Straße 78 LageFlur: 6, Flurstück: 130 | Zweigeschossiger giebelständiger verputzter Fachwerkbau | 18. Jh.                 | 9124 DDB   |
| Wohnhaus                                                                                              | Wohnhaus                                                      | Bessunger Straße 81 LageFlur: 5, Flurstück: 1018 | Dreigeschossiges Mietshaus im Stil des Historismus | 1900                    | 9125 DDB   |
| weitere Bilder                                                                                        | Gesamtanlage Bessunger Jagdhof                                | Bessunger Straße 84, 84a, 86, 86a, 88, 88a, 88b, Forstmeisterplatz, Forstmeisterstraße 3, 5, 7, 11 LageFlur: 6, Flurstück: | |                         | 9126 DDB   |
| Hirschkeller                                                                                          | Hirschkeller                                                  | Bessunger Straße 84, 84a LageFlur: 6, Flurstück: 143/2 | Kühlkeller des Jagdhofs mit Tonnengewölbe | 1725                    | 9127 DDB   |
| Wohnhaus                                                                                              | Wohnhaus                                                      | Bessunger Straße 87 LageFlur: 5, Flurstück: 1010/2 | Zweigeschossiger traufständiger verputzter Fachwerkbau | 19. Jh.                 | 9128 DDB   |
| Kavaliershaus                                                                                         | Kavaliershaus                                                 | Bessunger Straße 88D LageFlur: 6, Flurstück: 146/4 | Barocker Kopfbau des Jagdhofs | 1720                    | 9129 DDB   |
| Gaststätte                                                                                            | Gaststätte                                                    | Bessunger Straße 93 LageFlur: 5, Flurstück: 1005 | Zweigeschossiger verputzter Fachwerkbau | 19. Jh.                 | 9130 DDB   |
| Dekorationsmalerei der Tordurchfahrt                                                                  | Dekorationsmalerei der Tordurchfahrt                          | Bessunger Straße 102 LageFlur: 19, Flurstück: 36/2 | | um 1900                 | 9132 DDB   |
| Wohn- und Geschäftshaus                                                                               | Wohn- und Geschäftshaus                                       | Bessunger Straße 115 LageFlur: 18, Flurstück: 152/2 | | um 1900                 | 9133 DDB   |
| Gesamtanlage Neue Artilleriekaserne                                                                   | Gesamtanlage Neue Artilleriekaserne                           | Bessunger Straße 125, 127 LageFlur: 18, Flurstück: 233/5 | | um 1900                 | 9134 DDB   |
| Denkmalgeschützte Wilhelm Leuschner Schule in Darmstadt, Bessunger Straße 195                         | Wilhelm-Leuschner-Schule                                      | Bessunger Straße 195 LageFlur: 18, Flurstück: 218/7 | | 1956                    | 9135 DDB   |
| Denkmalgeschütztes Gebäude in Darmstadt-Bessungen, Brüder Knaus Straße 70                             | Villa                                                         | Brüder-Knaus-Straße 70 LageFlur: 6, Flurstück: 523/4 | Zweieinhalbgeschossiger Eckbau in gotisierenden Formen | um 1900                 | 9137 DDB   |
| Kleinbauernhaus                                                                                       | Kleinbauernhaus                                               | Eichwiesenstraße 6 LageFlur: 5, Flurstück: 983 | Eingeschossiger giebelständiger Fachwerkbau mit hohem gebrochenen Dach und kleinem Krüppelwalm | 1791                    | 9139 DDB   |
| Denkmalgeschütztes ehemaliges Garnison-Lazarett im Akaziengarten, Darmstadt, Eschollbrücker Straße 27 | Gesamtanlage Ehemaliges Garnison-Lazarett im Akaziengarten    | Eschollbrücker Straße 27 LageFlur: 18, Flurstück: | | Park 1817, Gebäude 1914 | 9140 DDB   |
| Brunnen, sogenannte Brunnebütt                                                                        | Brunnen, sogenannte Brunnebütt                                | Forstmeisterplatz LageFlur: 6, Flurstück: 1173 | Sandstein, großes langgestrecktes trogartiges Becken, Sandsteinsäule |                         | 9142 DDB   |
| Hundehalterhaus                                                                                       | Hundehalterhaus                                               | Forstmeisterstraße 3 LageFlur: 6, Flurstück: 142 | Teil des Jagdhofs |                         | 9143 DDB   |
| weitere Bilder                                                                                        | Südbahnhof                                                    | Haardtring 275, Südbahnhof LageFlur: 19, Flurstück: 319/31, 319/32 | | 1909–1912               | 9146 DDB   |
| Kiosk am Südbahnhof                                                                                   | Kiosk am Südbahnhof                                           | Haardtring 275 LageFlur: 19, Flurstück: 319/31 | |                         | 926592 DDB |
| Mosaikpflaster                                                                                        | Mosaikpflaster                                                | Heidelberger Straße LageFlur: 6, Flurstück: 1194/2 | |                         | 952358 DDB |
| Pavillon                                                                                              | Pavillon                                                      | Heidelberger Straße 56 LageFlur: 5, Flurstück: 565/20 | Pavillon: Der kleine Tempel wurde 1988 von einem Privatgarten, den sich um 1900 der Darmstädter Apotheker Julius Eller anlegen ließ, für den Schlossgarten gespendet. | um 1900                 | 9197 DDB   |
| weitere Bilder                                                                                        | Prinz-Emils-Garten                                            | Heidelberger Straße 56, Heidelberger Straße LageFlur: 5, Flurstück: 1133/1, 565/20 | Der ab 1772 vom Dieburger Gärtner Nikolaus Andreas Siebert konzipierte und geschaffene Park (früher Moserscher Garten genannt) verband ursprünglich Elemente französischer und englischer Gartenbaukunst. Garten devastiert; 1990er Jahre ähnlich in verkleinerter Form wiederhergestellt. |                         | 9195 DDB   |
| weitere Bilder                                                                                        | Prinz-Emils-Schlößchen                                        | Heidelberger Straße 56 LageFlur: 5, Flurstück: 565/20 | Gartenpalais von Friedrich Karl von Moser | 1775–1778               | 9196 DDB   |
| Treppenhauseingang                                                                                    | Treppenhauseingang                                            | Heidelberger Straße 107 LageFlur: 19, Flurstück: 52/3 | |                         | 9148 DDB   |
| Wohnhaus                                                                                              | Wohnhaus                                                      | Heidelberger Straße 130 LageFlur: 6, Flurstück: 488/2 | Dreigeschossiger Mietshausbau | um 1900                 | 9149 DDB   |
| Wohnhaus                                                                                              | Wohnhaus                                                      | Heidelberger Straße 134 LageFlur: 6, Flurstück: 492/3 | Dreigeschossiger Putzbau | um 1900                 | 9150 DDB   |
| Wohnhaus                                                                                              | Wohnhaus                                                      | Heidelberger Straße 136 LageFlur: 6, Flurstück: 495/1 | Dreigeschossiger Mietshausbau in Formen des englischen Landhausstils |                         | 9151 DDB   |
| weitere Bilder                                                                                        | Gesamtanlage Herderstraße                                     | Herderstraße 1–5 (ungrd.), 6–20 (grd.), Moosbergstraße 26–34 (grd.), 35, 37 LageFlur: 6, Flurstück: | |                         | 9154 DDB   |
| Wohnhaus                                                                                              | Wohnhaus                                                      | Herderstraße 19 LageFlur: 6, Flurstück: 680/1 | |                         | 9155 DDB   |
| Wohnhaus                                                                                              | Wohnhaus                                                      | Herderstraße 22, 24 LageFlur: 6, Flurstück: 684/1, 686/2 | |                         | 9156 DDB   |
| Gesamtanlage Herdweg                                                                                  | Gesamtanlage Herdweg                                          | Herdweg 17, 19, 19a, 21, 21a LageFlur: 5, Flurstück: | Biedermeierliche Häusergruppe |                         | 9158 DDB   |
| weitere Bilder                                                                                        | Teehäuschen                                                   | Herdweg 48 LageFlur: 5, Flurstück: 345/11 | | um 1820                 | 9159 DDB   |
| Altenwohnheim                                                                                         | Altenwohnheim                                                 | Gesamtanlage Hermannstraße 10 LageFlur: 5, Flurstück: 565/18 | |                         | 926122 DDB |
| Sachteil Glaskunstwerk                                                                                | Sachteil Glaskunstwerk                                        | Hermannstraße 47 LageFlur: 5, Flurstück: 563/3 | |                         | 926137 DDB |
| Ingelheimer Garten, Einfriedung                                                                       | Ingelheimer Garten, Einfriedung                               | Ingelheimer-/Niersteiner Straße LageFlur: 18, Flurstück: 230/1 | | 1902                    | 9160 DDB   |
| Mosaikpflaster                                                                                        | Mosaikpflaster                                                | Jahnstraße 46 LageFlur: 5, Flurstück: 779/1 | | um 1890                 | 9161 DDB   |
| Gesamtanlage Kiesbergstraße                                                                           | Gesamtanlage Kiesbergstraße                                   | Kiesbergstraße 47–57 (ugrd.), 48–60 (grd.), Moosbergstraße 58 LageFlur: 6, Flurstück: | | um 1900                 | 9163 DDB   |
| Gedenkstein                                                                                           | Gedenkstein                                                   | Klappacher Straße LageFlur: 6, Flurstück: 1240/1 | | um 1870                 | 9165 DDB   |
| Wohnhaus                                                                                              | Wohnhaus                                                      | Klappacher Straße 4 LageFlur: 5, Flurstück: 852/3 | Dreigeschossiger Klinkerbau | um 1900                 | 9166 DDB   |
| Wohnhaus                                                                                              | Wohnhaus                                                      | Klappacher Straße 6 LageFlur: 5, Flurstück: 855/3 | Dreigeschossiger Klinkerbau | um 1900                 | 9166 DDB   |
| weitere Bilder                                                                                        | Liebfrauenkirche                                              | Klappacher Straße 44 LageFlur: 6, Flurstück: 1044/3 | | 1937                    | 9167 DDB   |
| Pfarrhaus                                                                                             | Pfarrhaus                                                     | Klappacher Straße 46 LageFlur: 6, Flurstück: 1044/3 | | 1924                    | 9167 DDB   |
| Wohnhaus                                                                                              | Wohnhaus                                                      | Klappacher Straße 94 LageFlur: 6, Flurstück: 976 | | 1875                    | 793814 DDB |
| Villa Lepsius                                                                                         | Villa Lepsius                                                 | Klappacher Straße 99 LageFlur: 6, Flurstück: 886/4 | | 1889                    | 9169 DDB   |
| Haus Morneweg                                                                                         | Haus Morneweg                                                 | Klappacher Straße 106 LageFlur: 6, Flurstück: 1331 | Neoklassizistische Villa | 1902–1903               | 9170 DDB   |
| Gartenhaus                                                                                            | Gartenhaus                                                    | Klappacher Straße 106 LageFlur: 6, Flurstück: 1331 | |                         | 9170 DDB   |
| Denkmalgeschütztes Gebäude in Darmstadt, Klappacher Straße 106                                        | Gartenhaus                                                    | Klappacher Straße 106 LageFlur: 6, Flurstück: 1331 | |                         | 9170 DDB   |
| |                                                               | Klappacher Straße 122 LageFlur: 6, Flurstück: 911/1 | |                         | 9171 DDB   |
| |                                                               | Klappacher Straße 122 LageFlur: 6, Flurstück: 911/1 | |                         | 9171 DDB   |
| Haus im Loss                                                                                          | Haus im Loss                                                  | Klappacher Straße 124 LageFlur: 6, Flurstück: 909/3 | | 1903                    | 9171 DDB   |
| |                                                               | Klappacher Straße 126 LageFlur: 6, Flurstück: 909/2 | |                         | 9171 DDB   |
| Wohnhaus                                                                                              | Wohnhaus                                                      | Küchlerstraße 19 LageFlur: 6, Flurstück: 1008/8 | |                         | 926129 DDB |
| Doppelwohnhaus                                                                                        | Doppelwohnhaus                                                | Landskronstraße 42, 44 LageFlur: 22, Flurstück: 1/1, 1/2 | | 1928                    | 9172 DDB   |
| Bild gesucht BW                                                                                       | Wohnhausgruppe um 1910                                        | Gesamtanlage Küchlerstraße 6, 8, 19; Ludwig-Büchner-Straße 12, 14–16, 18 LageFlur: 6, Flurstück: | Gesamtanlage Ludwig-Büchner-Straße |                         | 926130 DDB |
| weitere Bilder                                                                                        | Wohnhaus                                                      | Ludwigshöhstraße 3 LageFlur: 6, Flurstück: 66/3 | Zweigeschossiges Fachwerkhaus auf massivem Sockelgeschoss mit überbauter Hofeinfahrt. Das Fachwerkhaus wurde 1708 gebaut. Es wurde lange Zeit als Bäckerei genutzt. Dies zeigt ein besonderer Stein in der Hauswand, der mit dem Bäckerzeichen versehen ist. 1980 wurde das Haus außen renoviert und im Inneren modernisiert. Dabei wurde auch eine Wetterfahne auf das Dach gesetzt. Diese zeigt die Jahreszahl der Renovierung (1980) und das Wappentier von Bessungen, dem „Lapping“. | 1708                    | 9174 DDB   |
| weitere Bilder                                                                                        | Wohnhaus                                                      | Ludwigshöhstraße 7 LageFlur: 6, Flurstück: 71/1 | Zweigeschossiger giebelständiger Fachwerkbau mit Krüppelwalmdach | 18. Jh.                 | 9175 DDB   |
| Denkmalgeschütztes Gebäude in Darmstadt-Bessungen, Lugwigshöhstraße 26                                | Wohnhaus                                                      | Ludwigshöhstraße 26 LageFlur: 6, Flurstück: 24/7 | Zweigeschossiger giebelständiger verputzter Fachwerkbau | 1687                    | 9178 DDB   |
| Fachwerk-Wohnhaus                                                                                     | Fachwerk-Wohnhaus                                             | Ludwigshöhstraße 31 LageFlur: 6, Flurstück: 332 | | 1798                    | 926125 DDB |
| weitere Bilder                                                                                        | Bessunger Knabenschule                                        | Ludwigshöhstraße 42, 42A LageFlur: 6, Flurstück: 11/13, 17/9 | | 1878                    | 926126 DDB |
| Gesamtanlage Martinstraße                                                                             | Gesamtanlage Martinstraße                                     | Martinstraße 89–101 (ungrd.) LageFlur: 5, Flurstück: | Mietshausgruppe | 1910                    | 9179 DDB   |
| Wohnhaus                                                                                              | Wohnhaus                                                      | Mendelssohnstraße 11 LageFlur: 6, Flurstück: 876/1 | | 1935                    | 950327 DDB |
| Kiosk                                                                                                 | Kiosk                                                         | Moltkestraße 1a LageFlur: 19, Flurstück: 344/6 | |                         | 9180 DDB   |
| Denkmalgeschützte Villa in Darmstadt, Moosbergstraße 2 (2018 renoviert)                               | Villa Elisabeth                                               | Moosbergstraße 2 LageFlur: 6, Flurstück: 883/3 | | 1883                    | 9182 DDB   |
| Denkmalgeschütztes Gebäude in Darmstadt-Bessungen, Moosbergstraße 60                                  | Wohnhaus                                                      | Moosbergstraße 60 LageFlur: 6, Flurstück: 554 | Viergeschossiger Putzbau | 1905                    | 9183 DDB   |
| Gesamtanlage Niederstraße                                                                             | Gesamtanlage Niederstraße                                     | Niederstraße 2–4, 8–14 (grd.), 3–11 (ugrd.), 17 LageFlur: 5, Flurstück: | |                         | 9185 DDB   |
| Wohnhaus                                                                                              | Wohnhaus                                                      | Niederstraße 2 (Darmstadt-Bessungen) LageFlur: 5, Flurstück: 1068/3 | Zweigeschossiges giebelständiges Fachwerkhaus mit Krüppelwalmdach | 1744                    | 9186 DDB   |
| Wohnhaus                                                                                              | Wohnhaus                                                      | Niederstraße 3 LageFlur: 5, Flurstück: 954/1 | Zweigeschossiges giebelständiges Fachwerkhaus mit abgewalmten Satteldach | frühes 18. Jh.          | 9187 DDB   |
| Wohnhaus                                                                                              | Wohnhaus                                                      | Niederstraße 10 LageFlur: 5, Flurstück: 1071/1 | Zweigeschossiges giebelständiges Fachwerkhaus mit Krüppelwalmdach | um 1800                 | 9188 DDB   |
| Wohnhaus                                                                                              | Wohnhaus                                                      | Niederstraße 12 LageFlur: 5, Flurstück: 1072/1 | Zweieinhalbgeschossiges giebelständiges verputztes Fachwerkhaus mit Krüppelwalmdach | 18. Jh.                 | 9189 DDB   |
| Ehemalige Großherzogliche Keramische Manufaktur                                                       | Ehemalige Großherzogliche Keramische Manufaktur               | Noackstraße 7, 9 LageFlur: 20, Flurstück: 13/11 | | 1906                    | 9190 DDB   |
| weitere Bilder                                                                                        | Orangeriegebäude                                              | Orangeriegarten, Bessunger Straße 44 LageFlur: 6, Flurstück: 16/5 | vom Architekten Louis Remy de la Fosse entworfenes Schlösschen: erbaut als elfachsiges Gebäude mit einem nach Süden geöffneten, zweifach-geschossigen Saal, den eingeschossige Räume umgeben | 1719 bis 1721           | 9191 DDB   |
| Brunnen                                                                                               | Brunnen                                                       | Orangeriegarten LageFlur: 6, Flurstück: 11/13 | |                         | 9191 DDB   |
| Brunnen                                                                                               | Brunnen                                                       | Orangeriegarten LageFlur: 6, Flurstück: 11/13 | |                         | 9191 DDB   |
| Brunnen                                                                                               | Brunnen                                                       | Orangeriegarten LageFlur: 6, Flurstück: 11/13 | |                         | 9191 DDB   |
| Torbau                                                                                                | Torbau                                                        | Orangeriegarten LageFlur: 6, Flurstück: 11/13 | |                         | 9191 DDB   |
| Gewächshaus                                                                                           | Gewächshaus                                                   | Orangeriegarten, Bessunger Straße 44A LageFlur: 6, Flurstück: 11/13 | |                         | 9191 DDB   |
| Orangerieallee                                                                                        | Orangerieallee                                                | Orangerieallee, Jahnstraße LageFlur: 5, Flurstück: 1167/1, 1171, 1172 | mit erhaltenswertem Kleinmosaikpflaster |                         | 9192 DDB   |
| Wohnhaus                                                                                              | Wohnhaus                                                      | Paul-Wagner-Straße 11 LageFlur: 22, Flurstück: 27/3 | | 1960                    | 926159 DDB |
| Wohnhaus                                                                                              | Wohnhaus                                                      | Prälat-Diehl-Straße 8 LageFlur: 6, Flurstück: 790 | | nach 1900               | 9194 DDB   |
| Überdachung ehemaliges TÜH                                                                            | Überdachung ehemaliges TÜH                                    | Rüdesheimer Straße 123 LageFlur: 19, Flurstück: 170/30 | | 1958–1960               | 926128 DDB |
| Gesamtanlage östliche Sandbergstraße                                                                  | Gesamtanlage östliche Sandbergstraße                          | Sandbergstraße 4–12 (grd.), 5–15 (ungrd.), Ludwigshöhstraße 11 LageFlur: 6, Flurstück: | |                         | 9199 DDB   |
| Gesamtanlage westliche Sandbergstraße                                                                 | Gesamtanlage westliche Sandbergstraße                         | Sandbergstraße 34–42 (grd.) LageFlur: 6, Flurstück: | |                         | 9200 DDB   |
| Ehemalige Hofreite                                                                                    | Ehemalige Hofreite                                            | Sandbergstraße 4 LageFlur: 6, Flurstück: 315/1 | | 1758                    | 926124 DDB |
| Denkmalgeschütztes Gebäude in Darmstadt-Bessungen, Sandbergstraße 52                                  | Wohnhaus                                                      | Sandbergstraße 52 LageFlur: 19, Flurstück: 67/1, 67/2 | | 1904                    | 9201 DDB   |
| Denkmalgeschütztes Gebäude in Darmstadt-Bessungen,Sandbergstr54                                       | Wohnhaus                                                      | Sandbergstraße 54 LageFlur: 19, Flurstück: 65 | | 1900                    | 9202 DDB   |
| Gesamtanlage Schepp Allee                                                                             | Gesamtanlage Schepp Allee                                     | Schepp Allee LageFlur: 18, Flurstück: | |                         | 9203 DDB   |
| Bild gesucht BW                                                                                       | Treppenhaus                                                   | Seekatzstraße 10 LageFlur: 6, Flurstück: 1048/3 | |                         | 9204 DDB   |
| Denkmalgeschütztes Gebäude in Darmstadt, Wittmanstraße 25-27                                          | Doppelmietshaus                                               | Wittmannstraße 25, 27 LageFlur: 5, Flurstück: 835/3, 836/2 | | um 1900                 | 9206 DDB   |
| Denkmalgeschütztes Gebäude in Darmstadt, Wittmanstraße 29                                             | Mietshaus                                                     | Wittmannstraße 29 LageFlur: 5, Flurstück: 834/2 | | um 1890                 | 9207 DDB   |
| Gesamtanlage Wolfskehlscher Park mit Teehäuschen                                                      | Gesamtanlage Wolfskehlscher Park mit Teehäuschen              | Wolfskehlscher Park LageFlur: 5, Flurstück: | Park aus Gründerzeit zwischen Innenstadt und Stadtrand ist eine terrassenartige Anlage mit altem Baumbestand, Bänken, Wegen, einer Kopie der Skulptur Darmstadtia, einem Spielplatz und einem Waldorfkindergarten. Am Westhang des Parks befindet sich eine kleine Rodelbahn. Kennzeichnend ist das Teehäuschen, ein Gartenhaus von 1820, auf quadratischem Grundriss, mit einem Belvedere und einem Pyramidendach.                                                                      | um 1895/96              | 9208 DDB   |

#### Paulusviertel
| Bild                                                                                  | Bezeichnung                    | Lage | Beschreibung                                                                                        | Bauzeit   | Objekt-Nr. |
| ------------------------------------------------------------------------------------- | ------------------------------ | --- | --------------------------------------------------------------------------------------------------- | --------- | ---------- |
| Mehrfamilienwohnhaus                                                                  | Mehrfamilienwohnhaus           | Herdweg 75 LageFlur: 7, Flurstück: 237/5 | | 1966      | 926072 DDB |
| weitere Bilder                                                                        | Haus Haardteck                 | Herdweg 79 LageFlur: 7, Flurstück: 238/2 | Burgähnliche Villa, nach Plänen von Heinrich Metzendorf für Dr. August Weber erbaut                 | 1898      | 9220 DDB   |
| Denkmalgeschütztes Pförtnerhäuschen dazugehörig zum Haus Haardteck                    | Pförtnerhäuschen               | Herdweg 79 LageFlur: 7, Flurstück: 238/2 | | 1898      | 9220 DDB   |
| Einfriedung und Tor                                                                   | Einfriedung und Tor            | Herdweg 95 LageFlur: 7, Flurstück: 303/1 | Gebäude 1944 zerstört                                                                               |           | 9221 DDB   |
| Denkmalgeschütztes Gebäude in Darmstadt, Herdweg 101                                  | Haus Rohde                     | Herdweg 101 LageFlur: 7, Flurstück: 308/3 | Untergeschoss einer Villa nach Plänen von Heinrich Metzendorf, Obergeschoß im 2. Weltkrieg zerstört | 1903      | 9222 DDB   |
| Bild gesucht BW                                                                       | Gesamtanlage Hoffmannstraße    | Hoffmannstraße 58, 59, 61, 62, 67, Ohlystraße 58 LageFlur: 7, Flurstück: | |           | 9224 DDB   |
| Denkmalgeschütztes Gebäude in Darmstadt, Im Geißensee 11                              | Haus Müller                    | Im Geißensee 11 LageFlur: 7, Flurstück: 91/1 | Landhaus, von Friedrich Pützer für Museumsassistent Dr. phil. Bernhard Müller erbaut                | 1901      | 9226 DDB   |
| Denkmalgeschütztes Gebäude in Darmstadt, Jahnstraße 111                               | Haus Kremer                    | Jahnstraße 111 LageFlur: 23, Flurstück: 138/14 | Landhaus, nach Plänen von Wilhelm Koban                                                             | 1912      | 9228 DDB   |
| Denkmalgeschütztes Gebäude in Darmstadt, Jahnstraße 120                               | Villa                          | Jahnstraße 120 LageFlur: 7, Flurstück: 111/1 | Zweigeschossiger Bau im Stil des Historismus                                                        | 1901–1904 | 9229 DDB   |
| Bild gesucht BW                                                                       | Gartentempel                   | Jahnstraße 120 LageFlur: 7, Flurstück: 111/1 | | 1901–1904 | 9229 DDB   |
| Wohnhaus Raab                                                                         | Wohnhaus Raab                  | Jahnstraße 121 LageFlur: 23, Flurstück: 138/4 | | 1927      | 926136 DDB |
| Wohnhaus                                                                              | Wohnhaus                       | Jahnstraße 123 LageFlur: 23, Flurstück: 138/17 | | 1911      | 9230 DDB   |
| Denkmalgeschütztes Gebäude in Darmstadt, Jahnstraße 133                               | Landhaus Schmidt               | Jahnstraße 133 LageFlur: 23, Flurstück: 178/13 | Neo-barockes Palais nach Plänen von Eugen Seibert                                                   | 1910      | 9231 DDB   |
| weitere Bilder                                                                        | Pauluskirche                   | Niebergallweg 20 LageFlur: 7, Flurstück: 187/1 | | 1907      | 9247 DDB   |
| Brunnen                                                                               | Brunnen                        | Niebergallweg 20 LageFlur: 7, Flurstück: 187/1 | | 1907      | 9247 DDB   |
| Denkmalgeschütztes Gebäude, Pfarrhaus der Paulusgemeinde                              | Pfarrhaus Paulusgemeinde       | Niebergallweg 20 LageFlur: 7, Flurstück: 187/1 | | 1905–1907 | 9233 DDB   |
| Bild gesucht BW                                                                       | Brunnen                        | Niebergallweg 24 LageFlur: 7, Flurstück: 45/3 | Mit Riemchen und farbigem Glasmosaik aus dem Frühwerk Eberhard Schlotters                           |           | 9234 DDB   |
| Bild gesucht BW                                                                       | Wand                           | Niebergallweg 24 LageFlur: 7, Flurstück: 45/3 | Mit Riemchen und farbigem Glasmosaik aus dem Frühwerk Eberhard Schlotters                           |           | 9234 DDB   |
| Denkmalgeschütztes Küsterhaus der Pauluskirche in Darmstadt, Ohlystraße 51            | Küsterhaus Pauluskirche        | Ohlystraße 51, Paulusplatz, Ohlystraße, Niebergallweg LageFlur: 7, Flurstück: 187/1, 737/3, 738, 817                                                                                  | | 1905–1907 | 9236 DDB   |
| Wohnhaus                                                                              | Wohnhaus                       | Ohlystraße 59 LageFlur: 7, Flurstück: 175/9 | | 1912      | 9237 DDB   |
| Denkmalgeschütztes Gebäude in Darmstadt, Ohlystraße 69                                | Wohnhaus                       | Ohlystraße 69 LageFlur: 7, Flurstück: 160/1 | Dreigeschossiges Jugendstilgebäude, als Mietshaus nach Plänen von Karl Klee erbaut                  | 1907      | 9238 DDB   |
| Villa                                                                                 | Villa                          | Ohlystraße 73 LageFlur: 7, Flurstück: 157/1 | Zweigeschossiger Bau mit neo-barocken Elementen nach Plänen von Georg Küchler                       | 1908      | 9239 DDB   |
| Denkmalgeschütztes Gebäude in Darmstadt, Ohlystraße 74                                | Haus Steinbusch                | Ohlystraße 74 LageFlur: 7, Flurstück: 274/6 | | 1911      | 9240 DDB   |
| Ehemalige Oberförsterei                                                               | Ehemalige Oberförsterei        | Ohlystraße 75 LageFlur: 7, Flurstück: 153/1 | Verwaltungsgebäude im Stil englischer Landhäuser 1902 von Karl Hofmann entworfen.                   | 1902      | 9241 DDB   |
| Wohnhaus                                                                              | Wohnhaus                       | Osannstraße 14 LageFlur: 7, Flurstück: 290/3 | |           | 950311 DDB |
| Denkmalgeschütztes Gebäude in Darmstadt, Ossanstraße 35                               | Haus Hummel                    | Osannstraße 35 LageFlur: 7, Flurstück: 172/4, 172/5 | Zweigeschossiges Landhaus heimatlicher Bauweise in Ecklage nach Plänen von Karl Klee                | 1910      | 9244 DDB   |
| Bild gesucht BW                                                                       | Gesamtanlage Paulusplatz       | Paulusplatz 1, Am Erlenberg 28, 29, 30, 31, Hobrechtstraße 27, 31, 33, 35, 37, 39, 41, Niebergallweg 20, 21, 22, 23, 25, Ohlystraße 51, 53, Wittmannstraße 55 LageFlur: 7, Flurstück: | |           | 9245 DDB   |
| weitere Bilder                                                                        | Paulusplatz                    | Paulusplatz LageFlur: 7, Flurstück: 190, 817 | |           | 9243 DDB   |
| weitere Bilder                                                                        | Ehemalige Landeshypothekenbank | Paulusplatz 1 LageFlur: 7, Flurstück: 191/1 | | 1906–1912 | 9246 DDB   |
| Denkmalgeschützter Brunnen am Paulusplatz mit Brunnenplastik von Karl Killer          | Brunnen                        | Paulusplatz LageFlur: 7, Flurstück: 739 | Brunnenplastik von Karl Killer                                                                      |           | 9246 DDB   |
| Mosaikpflaster                                                                        | Mosaikpflaster                 | Roquetteweg, Poepperlingweg, Paulusplatz, Osannstraße, Ohlystraße, Niebergallweg, Moserstraße, Jahnstraße, Im Geißensee, Hobrechtstraße, Bruststraße, Am Erlenberg Lage               | |           | 952359 DDB |
| Bild gesucht BW                                                                       | Gesamtanlage Roquetteweg       | Roquetteweg 28, 31, 33, 34, 35, 37, 41, 43, 45, 51, 53, Ohlystraße 69–77 (ugrd.), 70, 74, Am Erlenberg 17, 19, 21 LageFlur: 7, Flurstück:                                             | Nr. 51/53 baute der Architekt Karl Hofmann, Nr. 53 bewohnte er selbst.                              |           | 9249 DDB   |
| Denkmalgeschütztes Mosaik zwischen dem Haus Nr. 4 und 6 in Darmstadt, Roquetteweg 4-6 | Keramikmosaik                  | Roquetteweg 4, 6 LageFlur: 7, Flurstück: 314/4, 316/1 | |           | 9250 DDB   |
| Wohnhaus                                                                              | Wohnhaus                       | Roquetteweg 19 LageFlur: 7, Flurstück: 269/3 | | 1913      | 9251 DDB   |
| Denkmalgeschütztes Gebäude in Darmstadt, Roquetteweg 31                               | Haus Becker                    | Roquetteweg 31 LageFlur: 7, Flurstück: 273/14 | | 1912      | 9252 DDB   |
| Denkmalgeschütztes Gebäude in Darmstadt, Roquetteweg 33                               | Wohnhaus                       | Roquetteweg 33 LageFlur: 7, Flurstück: 273/11 | Zweieinhalbgeschossiges Landhaus mit ausgebautem Mansarddach nach Plänen von Eugen Seibert          | 1912      | 9253 DDB   |
| Denkmalgeschütztes Gebäude in Darmstadt, Roquetteweg 34                               | Landhaus Friedrich             | Roquetteweg 34 LageFlur: 7, Flurstück: 276/2 | Zweigeschossiges Landhaus                                                                           | 1912      | 9254 DDB   |
| Denkmalgeschütztes Gebäude in Darmstadt, Roquetteweg 35                               | Wohnhaus                       | Roquetteweg 35 LageFlur: 7, Flurstück: 274/7 | Zweieinhalbgeschossiges Landhaus mit ausgebautem Mansarddach nach Plänen von Eugen Seibert          | 1912      | 9253 DDB   |
| Denkmalgeschütztes Gebäude in Darmstadt, Roquetteweg 37                               | Wohnhaus                       | Roquetteweg 37 LageFlur: 7, Flurstück: 275/3 | Zweieinhalbgeschossiges Landhaus mit ausgebautem Mansarddach nach Plänen von Eugen Seibert          | 1912      | 9253 DDB   |

#### Steinberg
| Bild                                                                            | Bezeichnung                         | Lage                                                                               | Beschreibung                                         | Bauzeit   | Objekt-Nr. |
| ------------------------------------------------------------------------------- | ----------------------------------- | ---------------------------------------------------------------------------------- | ---------------------------------------------------- | --------- | ---------- |
| weitere Bilder                                                                  | Kraftsruhe                          | Am hinteren Steinberg (Steinbergweg) LageFlur: 23, Flurstück: 102/1                |                                                      | 1874      | 926131 DDB |
| Fichteburg                                                                      | Fichteburg                          | Fichtestraße 33 LageFlur: 23, Flurstück: 93/4                                      |                                                      | 1931/1932 | 9257 DDB   |
| Wohnhaus und Galerie                                                            | Wohnhaus und Galerie                | Haubachweg 6 LageFlur: 23, Flurstück: 146/5                                        |                                                      | 1957      | 926135 DDB |
| Denkmalgeschütztes Gebäude in Darmstadt-Steinbergviertel, Klappacher Straße 172 | HEAG-Wohnhaus                       | Klappacher Straße 172 LageFlur: 23, Flurstück: 63/7                                |                                                      | 1929      | 9258 DDB   |
| Haus Kräheneck                                                                  | Haus Kräheneck                      | Lossenweg 19 LageFlur: 23, Flurstück: 39/8                                         | Gründerzeitvilla im Stil des ausgehenden Historismus | 1892      | 9260 DDB   |
| Fußweg Martinspfad                                                              | Fußweg Martinspfad                  | Martinspfad LageFlur: 6, Flurstück: 1459/1                                         |                                                      |           | 9261 DDB   |
| Remise                                                                          | Remise                              | Martinspfad 72, 72A, Lossenweg 19 LageFlur: 23, Flurstück: 8/1, 9, 10, 11, 39/8    | Im Stil der heimatlichen Bauweise                    |           | 9263 DDB   |
| Kutscherhaus                                                                    | Kutscherhaus                        | Martinspfad 72, 72A, Lossenweg 19 LageFlur: 23, Flurstück: 8/1, 9, 10, 11, 39/8    | Im Stil der heimatlichen Bauweise                    |           | 9263 DDB   |
| Gartentempel                                                                    | Gartentempel                        | Martinspfad 72 LageFlur: 23, Flurstück: 39/8                                       |                                                      |           | 9263 DDB   |
| Teich am Marienhospital in Darmstadt                                            | Forellenteich                       | Martinspfad 72 LageFlur: 23, Flurstück: 8/1                                        |                                                      |           | 9263 DDB   |
| Haus am Forellenteich                                                           | Haus am Forellenteich               | Martinspfad 72 LageFlur: 23, Flurstück: 9                                          | Jugendstilvilla                                      | 1905/1906 | 9262 DDB   |
| Gartentempel                                                                    | Gartentempel                        | Martinspfad 72 LageFlur: 23, Flurstück: 8/1                                        |                                                      |           | 9262 DDB   |
| Ehemalige sogenannte Idiotenanstalt                                             | Ehemalige sogenannte Idiotenanstalt | Nieder-Ramstädter Straße 185a, 185b LageFlur: 23, Flurstück: 167/10                |                                                      | 1869      | 9265 DDB   |
| Ehemalige HEAG-Direktorenvilla                                                  | Ehemalige HEAG-Direktorenvilla      | Nieder-Ramstädter Straße 247 LageFlur: 23, Flurstück: 61/3                         |                                                      | 1899      | 9266 DDB   |
| weitere Bilder                                                                  | Jüdischer Friedhof                  | Seekatzstraße 29, Am hinteren Steinberg LageFlur: 23, Flurstück: 108/4, 109/1, 110 |                                                      | um 1680   | 9268 DDB   |
| Wohnhaus                                                                        | Wohnhaus                            | Steinbergweg 34 LageFlur: 23, Flurstück: 153/2                                     |                                                      | 1935      | 926133 DDB |